# 지프코 반겔로프
지프코 아타나소프 반겔로프(불가리아어: Живко Атанасов Вангелов, 1960년 7월 7일~)는 불가리아의 전직 레슬링 선수이다. 1988년 하계 올림픽 그레코로만형 페더급에서 은메달을 획득했으며 세계 선수권 대회에서 금메달 2개, 동메달 2개,  유럽 선수권 대회에서 금메달 2개를 획득했다.